# IJVV
IJVV is een Nederlandse amateurvoetbalclub uit IJsselmuiden, dat tegen Kampen aanligt. Het eerste elftal van de club speelt in de Tweede klasse zaterdag (2023/24).
IJVV heeft ongeveer 1100 leden. De club speelt op Sportpark Den Uithoek in IJsselmuiden. In 2019 telt de club 58 teams, waarvan 11 seniorenteams.

## Geschiedenis
Vanaf de oprichting op 3 juli 1945 bleek dat voetbal een populaire sport in IJsselmuiden was. In 1948 werden de eerste kleedkamers op eigen kracht gebouwd en werd gestaag gewerkt aan de verdere groei van de club.
In 1968 werd bij IJVV het eerste stenen clubhuis in de regio gebouwd. In 1981 werd er verhuisd naar sportpark Den Uithoek alwaar met behulp van tientallen vrijwilligers het clubhuis De Dries werd gebouwd. Dit clubhuis is door de sportredactie van het Algemeen Dagblad uitgeroepen tot een van de mooiste clubhuizen in Nederland. De jaren tachtig bleken ook op sportief gebied een succesvolle periode. In het seizoen 1982/83 werd er gepromoveerd naar de hoogste regionen van het zaterdagamateurvoetbal.
In 1987 werd er, wederom op eigen kracht, een tribune gebouwd, maar werd in hetzelfde jaar gedegradeerd. Na een sportief gezien wat mindere periode promoveerde IJVV in het seizoen 1990/91 naar de Eerste klasse KNVB. In 1992 werd er een nieuwe bestuursaccommodatie gebouwd. In het seizoen 1993/94 werd gedegradeerd uit de Eerste klasse. Het seizoen 1994/95, het jaar dat IJVV het 50-jarig jubileum vierde, werd er weer gepromoveerd naar de Eerste klasse.
In 1997 werden er door vrijwilligers vijf nieuwe kleedkamers gebouwd. Vanaf 1999 speelt IJVV in de Tweede klasse. Om de sponsoren beter van dienst te zijn werd er in 2000 een sponsorruimte gebouwd en ingericht. In het seizoen 2007/08 werd IJVV kampioen van de Derde klasse en promoveerde het naar de Tweede klasse.
In seizoen 2010/11 degradeerde de club weer naar de Derde klasse`, maar promoveerde in juni 2013 weer terug naar de Tweede klasse.
Een legende van IJVV is Henry Pelleboer. Pelleboer scoorde op 01-04-1980 zijn 175e doelpunt in het rood-wit.

## Competitieresultaten 1961–2018
| 3 4B |

| 5 4B |

| 2 4B |

| 8 4B |

| 10 4B |

|  |

|  |

|  |

|  |

| 5 4B |

| 3 4B |

| 1 4B |

| 4 3A |

| 7 3A |

| 11 3A |

| 10 4B |

| 5 4B |

| 1 4D |

| 2 3A |

| 2 3A |

| 1 3A |

| 6 2D |

| 3 2D |

| 12 1C |

| 9 1C |

| 6 1C |

| 13 1C |

| 10 2D |

| 5 2D |

| 2 2D |

| 1 2D |

| 9 1C |

| 4 1C |

| 12 1C |

| 1 2D |

| 14 1C |

| 3 1E |

| 6 1D |

| 11 1D |

| 2 2I |

| 2 2J |

| 2 2I |

| 3 2I |

| 5 2J |

| 7 2J |

| 9 2J |

| 12 2J |

| 1 3C |

| 4 2G |

| 3 2H |

| 12 2G |

| 2 3C |

| 3 3C |

| 9 2G |

| 4 2H |

| 4 2H |

| 8 2H |

| 4 2H |

| 8 2H |

| 12 2H |

| 6 2H |

| 5 2H |

| 5 2I |

| Eerste klasse | Tweede klasse | Derde klasse | Vierde klasse |

In elke staaf van de grafiek staat van boven naar beneden vermeld: 
- Eindnotering

Dit is de positie die de club heeft bereikt in de competitie, zonder eventuele beslissings-, play-off- of nacompetitiewedstrijden die nodig zijn geweest om bijvoorbeeld de kampioen van de competitie te bepalen.
Indien een * achter het getal staat is de notering een tussenstand en kan het zijn dat de notering niet overeenkomt met de uiteindelijke eindstand van de competitie.
Staat er een - dan is het seizoen nog bezig en is er geen definitieve uitslag bekend.
Staat er xx op de positie van de notering, dan heeft de club vroegtijdig de competitie verlaten. Dit kan onder andere komen door terugtrekking van het team, faillissement van de club of door een uitgedeelde straf van de KNVB. In veel gevallen staat elders in het artikel de reden vermeld.
Staat er een ? dan is het resultaat uit het verleden onbekend, en is alleen de competitie of het niveau bekend van dat seizoen.
In de seizoenen 2019/20 en 2020/21 werd wegens de coronacrisis het amateurvoetbal afgebroken. Daardoor kennen deze staven geen eindklassering (middels -- weergegeven).
- Competitieniveau en afdelingsletter of Officiële eindstand Eredivisie
  - Competitieniveau en afdelingsletter

Hierbij geeft het getal het niveau weer, dat ook terug te vinden is in de legenda. De letter is de afdelingsaanduiding en wordt gebruikt wanneer er meer afdelingen zijn op hetzelfde niveau. De afdelingsletter is altijd een hoofdletter en wordt meestal zonder nummer gebruikt.
Voorbeeld: 2F is niveau 2e klasse competitie F.
Het competitieniveau en nummer wordt niet vermeld wanneer er slechts één competitie van dit niveau was.
  - Officiële eindstand Eredivisie (getal staat tussen haakjes vermeld)

Sinds de introductie van play-offwedstrijden voor Europees voetbal na afloop van de reguliere competitie in 2005/06, is de KNVB verplicht een eindstand van de Eredivisie door te geven aan de UEFA aan de hand van deze play-offwedstrijden.
Bij deze eindstand staan clubs die zich hebben gekwalificeerd voor Europees voetbal hoger dan clubs die zich niet wisten te kwalificeren. Indien er geen verschil was tussen de eindnotering en de officiële eindstand, staat dit getal niet vermeld.

- Onderafdeling

Hier staat afgekort de naam van de onderafdeling indien de club in dat jaar in een onderafdeling uitkwam. Tevens staat deze afkorting in de legenda en wordt gelinkt naar het artikel over deze onderafdeling. Deze afkorting wordt alleen vermeld wanneer de club in het verleden in verschillende onderafdelingen heeft gespeeld. Deze vermelding is in de staaf altijd in kleine letters. Deze onderafdelingen zijn na het seizoen 1995/96 afgeschaft. Heeft de club in slechts één onderafdeling gespeeld, dan is dit alleen terug te vinden in de legenda.
Onder de staaf staat het jaartal vermeld waarin het seizoen is afgesloten. 15 verwijst naar het seizoen 2014/15 of eventueel het seizoen 1914/15.
Wanneer een staaf leeg is, zijn deze gegevens niet bekend. Het kan ook zijn dat de club dat seizoen niet heeft meegespeeld op het hogere amateurniveau, vroegtijdig de competitie heeft verlaten of uit de competitie is gezet.

In het seizoen 1944/45 was er wegens de Tweede Wereldoorlog geen regulier competitievoetbal.

## Bekende (oud-)spelers
- Henry Pelleboer
- Arjan Wiegers